# Heinkel HE 1
L'Heinkel HE 1, precedentemente indicato come Caspar S I, era un idrovolante monoplano biposto, ad ala bassa, progettato nel 1921 da Ernst Heinkel, l'allora direttore tecnico della Caspar-Werke. Il velivolo venne inizialmente prodotto su licenza in Svezia per la Marina Militare nel 1922. L'HE 1 era alimentato da un motore Maybach Mb.IVa da 179 kW; su un velivolo di prova venne installato un motore Siddeley Puma.
Volò per la prima volta nel 1922. Caspar disegnò l'aereo come S.I e registrato come D-292. In Svezia venne designato come tipo 31. Rivenduto al signor L. Lier di Oslo (Norvegia) nel 1923 venne denominato nel registro civile N-23. Si distrusse il 15 agosto 1924
Una versione migliorata fu l'Heinkel HE 2 costruito su licenza negli anni 1920 in 5 esemplari.
Nel 1926, una versione completamente in metallo venne denominata HE 4 (designazione svedese S 4). Tale esemplare venne testato estensivamente ma non vennero costruiti ulteriori esemplari.

## Utilizzatori
Svezia
- Svenska marinen
- Svenska Flygvapnet

### Riviste
- (EN) Lennart Andersson, Secret Luftwaffe, in AIR Enthusiast, Vol. 41, ISSN 0143-5450 (WC · ACNP).